# 번호 (스포츠)

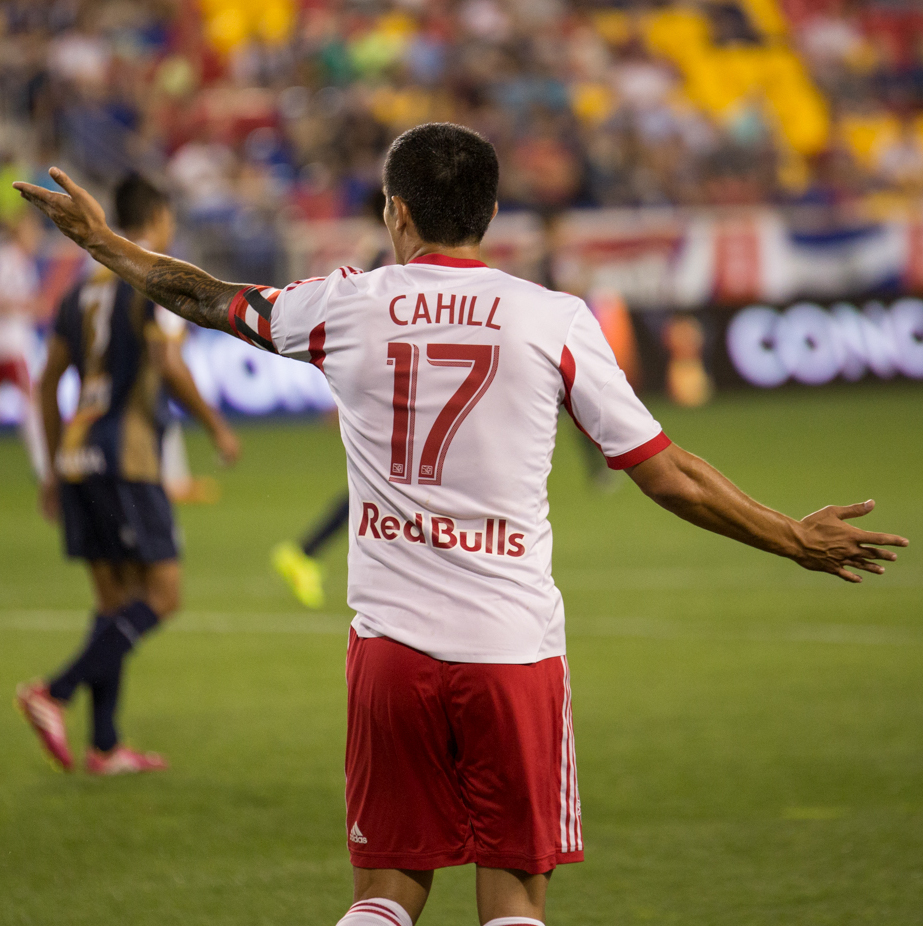

스포츠에서는 번호는 선수를 식별하기 위해 유니폼에 부착하는 숫자다. 유니폼 넘버(uniform number), 스쿼드 넘버(squad number), 저지 넘버(jersey number)라고도 부른다. 유니폼 앞면에도 부착하지만 유니폼 뒷면에 부착하는 경우가 많아서 흔히 배번(背番) 혹은 등번호로도 불린다.
대부분의 단체 스포츠의 경우에는 배번이 주어진다. 개인 경기의 경우, 골프 등 배번과 무관하기도 하지만, 육상 경기와 같이 배번이 주어지는 경우가 있다. 배번 문자에는 현대에서는 아라비아 숫자가 사용된다. 경기에 따라 특정 숫자의 사용을 금지 규칙이 채택되는 경우도 있다. 배번은 단순한 숫자가 아니라 선수의 상징이 되거나 존경의 대상이 된다. 프로 스포츠에서는 선수의 업적을 기리기 위해 그 선수의 배번을 영구 결번으로 지정하기도 한다.

## 같이 보기
- 영구 결번
- 이름 (스포츠)